# Rosalba Carriera Peale

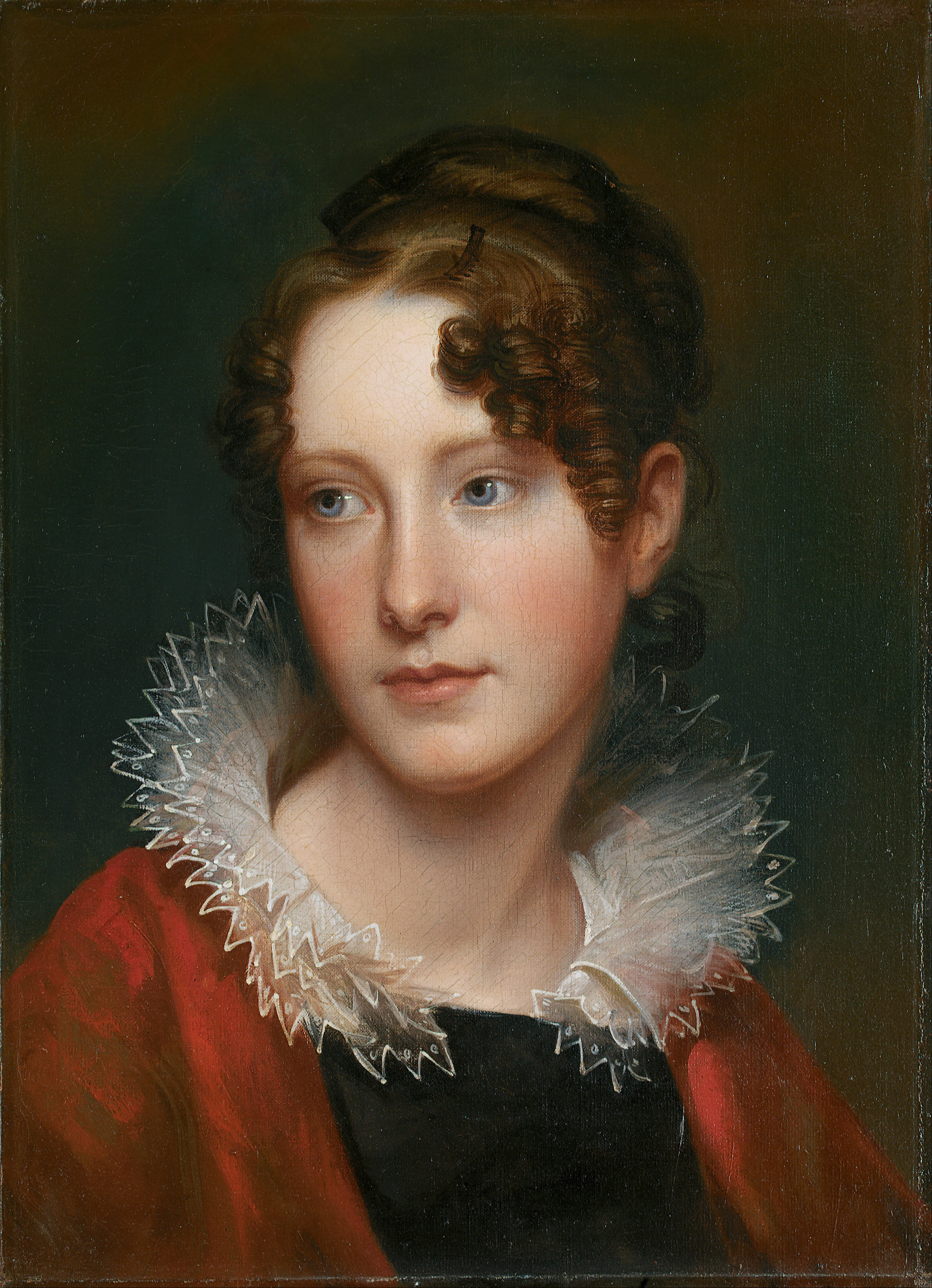
Rembrandt Peale: Portrait of Rosalba Peale (ca.1820). Smithsonian American Art Museum, Washington, D.C.

Rosalba Carriera Peale (* 28. Juli 1799 in Philadelphia, Pennsylvania; † 15. November 1874 in Bustleton, Philadelphia, Pennsylvania) war eine amerikanische Malerin.

## Leben

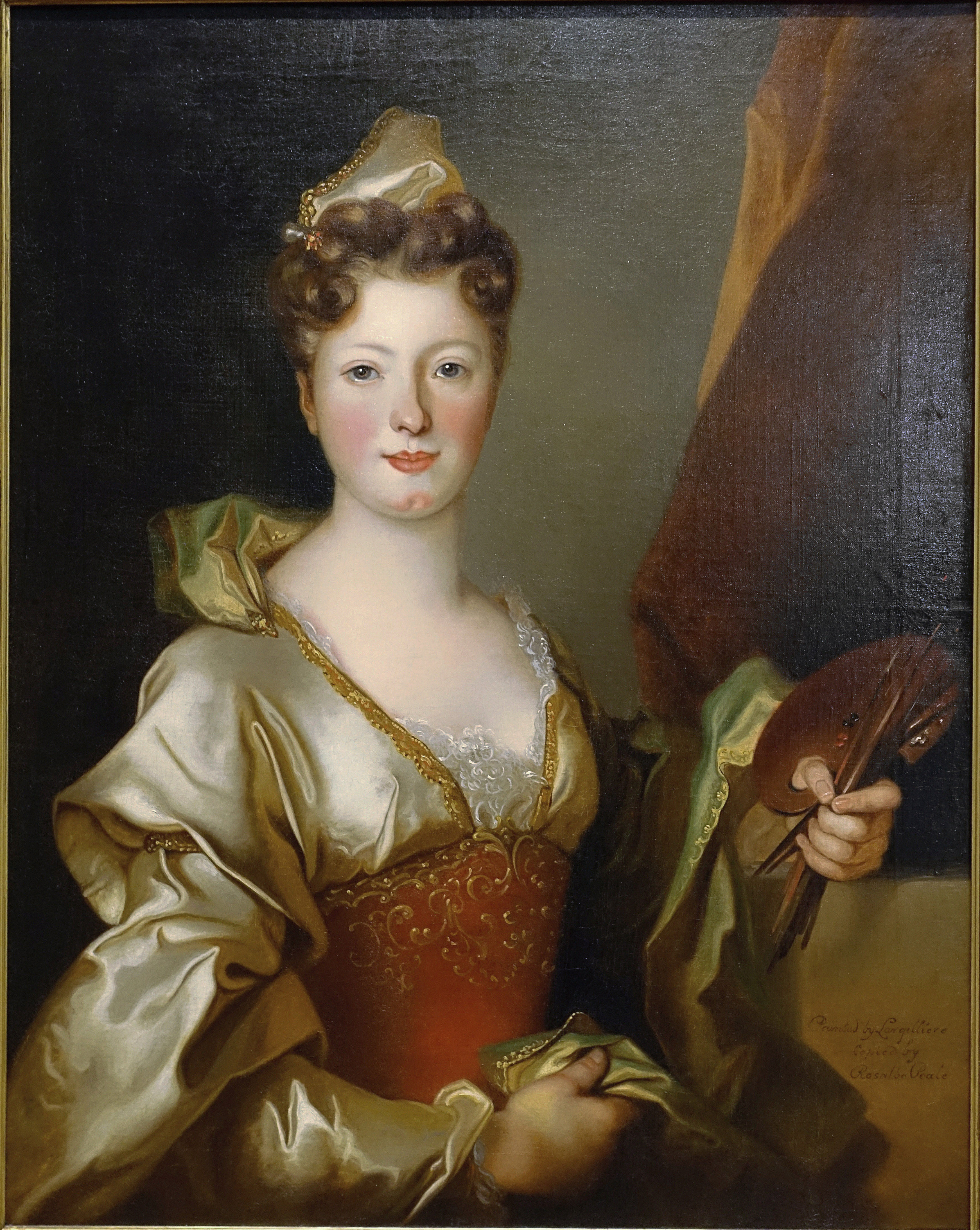
Rosalba Carriera Peale: Rosalba Carriera (1819). Currier Museum of Art, Manchester, New Hampshire

Rosalba Carriera Peale war die älteste Tochter des Malers und Museumsleiters Rembrandt Peale (1778–1860) und seiner Frau Eleanor May Short. Sie erhielt ihren Namen zu Ehren der venezianischen Künstlerin Rosalba Carriera. Ihr Vater unterrichtete sie in der Malerei und erzog sie zu einer eigenständigen, starken Persönlichkeit. Der Kritiker John Neal lobte ihren ausgeprägten Verstand und ihre Fähigkeit, selbstbewusst und vernünftig ihre Meinung zu vertreten. Sie gehörte zur berühmten Peale-Familie, deren Mitglieder zahlreiche Künstler und Wissenschaftler stellten. Sie entwickelte sich zu einer versierten Porträtistin, Landschaftsmalerin und Lithografin und war auch für ihre Fähigkeiten als Kopistin bekannt. Im Jahr 1873 schenkte sie das Gemälde Washington before Yorktown ihres Vaters der Mount Holly Association in New Jersey. Das Gemälde war damals etwa 10.000 US-Dollar wert. 1860 heiratete sie den Witwer John Allen Underwood; zuvor hatte sie viele Heiratsanträge abgelehnt. Sie starb am 15. November 1874 im Alter von 75 Jahren im Stadtteil Bustleton in Philadelphia und wurde auf dem Woodlands Cemetery beigesetzt.